# Roskilde Ring
Der Roskilde Ring war die erste asphaltierte Motorsport-Rennstrecke in Dänemark. Auf der im Jahr 1955 eröffneten und bereits 1969 geschlossenen Strecke wurden in den Jahren 1961 und 1962 unter anderem zwei Rennen der Formel 1 ausgetragen, die nicht zur offiziellen Formel-1-Weltmeisterschaft zählten.

## Geschichte

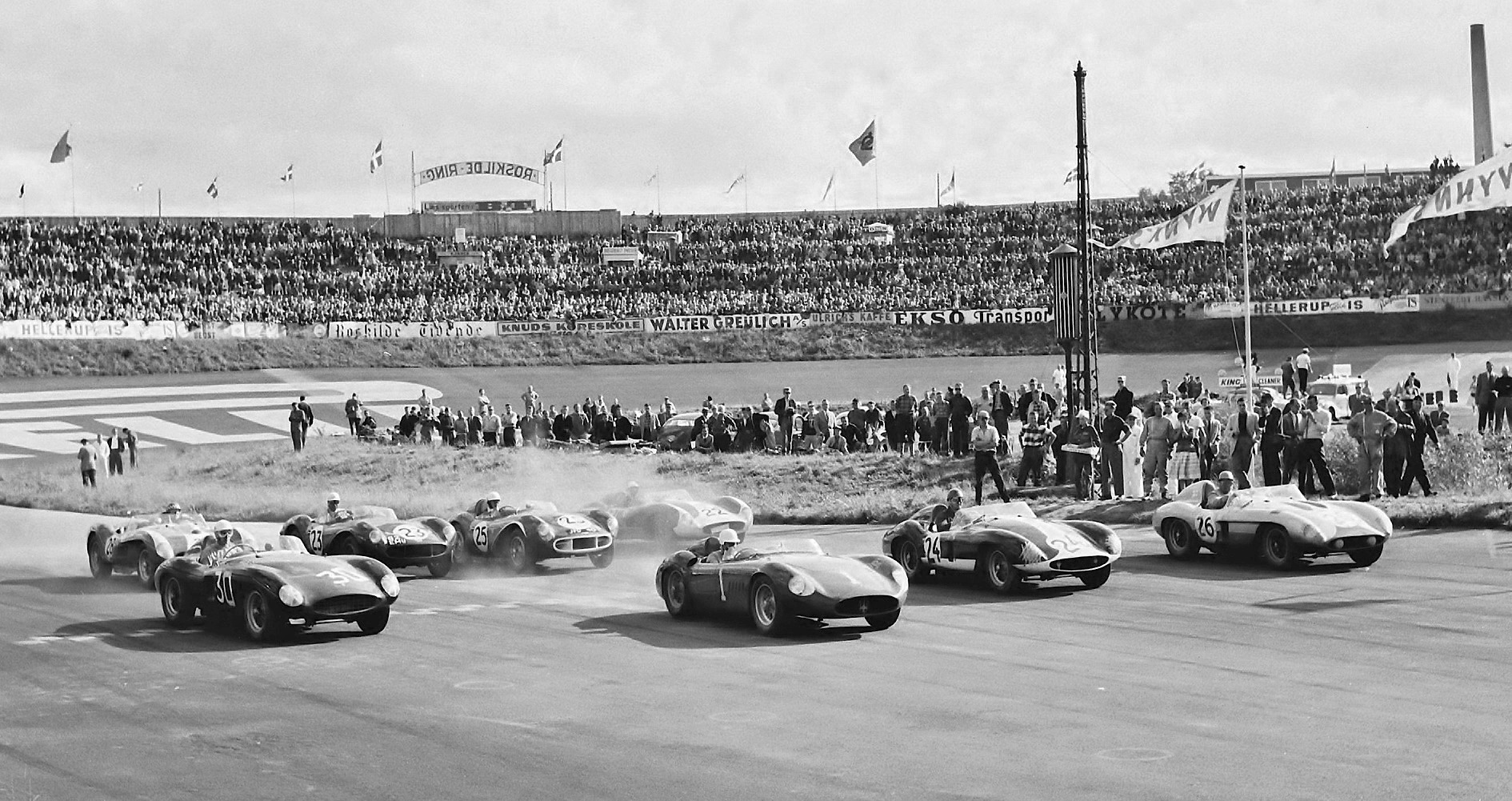
16. August 1958

Der dänische Unternehmer Poul Tholstrup erwarb im Sommer 1953 nach Gesprächen mit dem Automobil-Sport-Club Kopenhagen (ASK) in Roskilde eine stillgelegte Kiesgrube, um Platz für eine seit langem vom Club gewünschte Rennstrecke zu schaffen. Die finanziellen Mittel zum Umbau der Grube wurden erwirtschaftet, indem der ASK einen Fonds bildete, aus dem Anteile an der Strecke verkauft wurden: Die Anteilseigner erhielten bei Leistung der Einlage von 50 Kronen u. a. freien Eintritt zum Ring und den Veranstaltungen. Die Bauarbeiten begannen im Winter 1954/1955 mit Unterstützung des dänischen Militärs, welches das Gelände der Kiesgrube mit Planierraupen entsprechend vorbereiteten.
Das Eröffnungsrennen auf der noch unbefestigten Piste fand am 5. Juni 1955 vor etwa 30.000 Zuschauern statt. Einen Monat später wurde diese asphaltiert. Mit einer Länge von 670 Metern war der Kurs ungewöhnlich kurz, da für die Streckenführung zunächst nur die kesselförmige Schlucht der ehemaligen Kiesgrube genutzt wurde. Um Platz für größere Veranstaltungen zu gewinnen, wurde der Ring im Jahr 1957 durch Hinzufügen einer zusätzlichen Schlaufe auf eine Länge von 1.400 Meter erweitert.

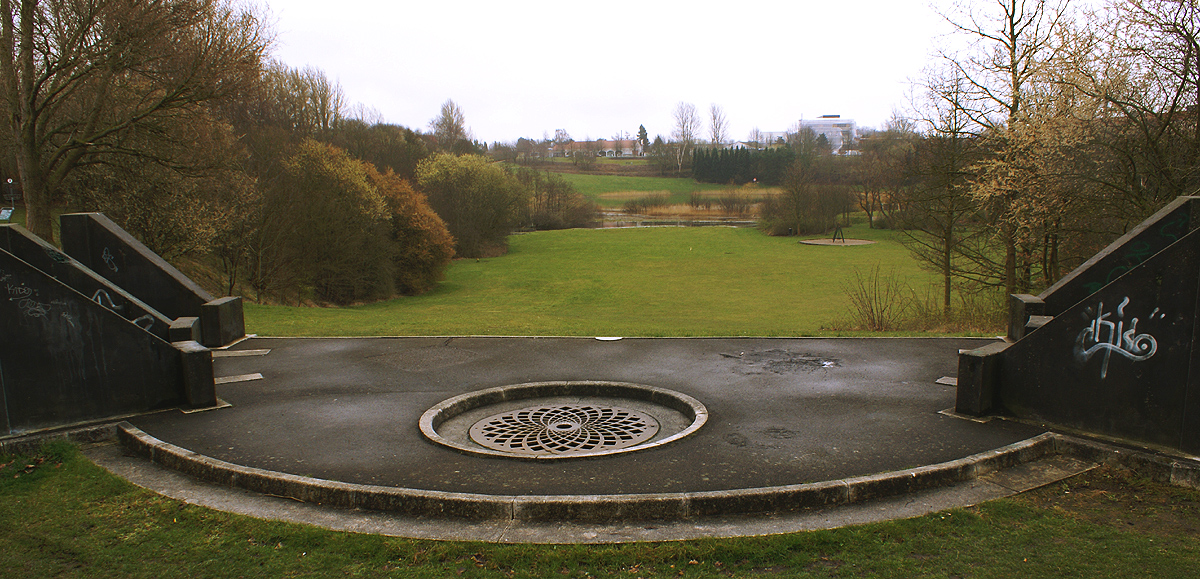
Roskilde Ring Park

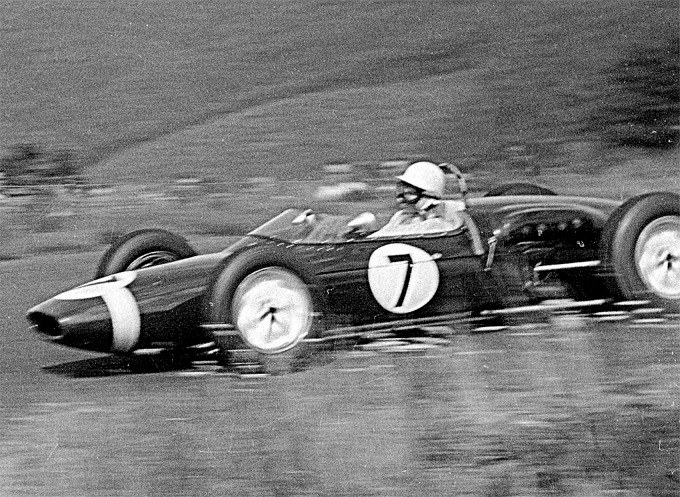
Stirling Moss in einem Lotus des Jahres 1961

Da sich die Strecke in Nähe des Stadtzentrums von Roskilde in dicht bebautem Gebiet befand, bereiteten Infrastruktur und Lärmbelästigung durch die Rennen zunehmend Probleme. Da die Wohnbebauung im Laufe der Zeit bis an die Rennstrecke herangerückt war, verweigerten die zuständigen Behörden nach einem letzten Rennen am 22. September 1968 die Genehmigung weiterer Veranstaltungen. Der Ring wurde daher im Jahr 1969 endgültig geschlossen; die Strecke sowie die dazugehörigen Bauten wurden im Laufe der 1970er Jahre entfernt.
In der Folgezeit wurde das Gelände in einen öffentlichen Park umgewandelt, der heute von einem Hotel sowie einem Frisbeeclub für Discgolf genutzt wird. Im tiefsten Teil der ehemaligen Rennstrecke im Bereich der ehemaligen Pirelli-Kurve befindet sich heute ein Teich.

## Strecke

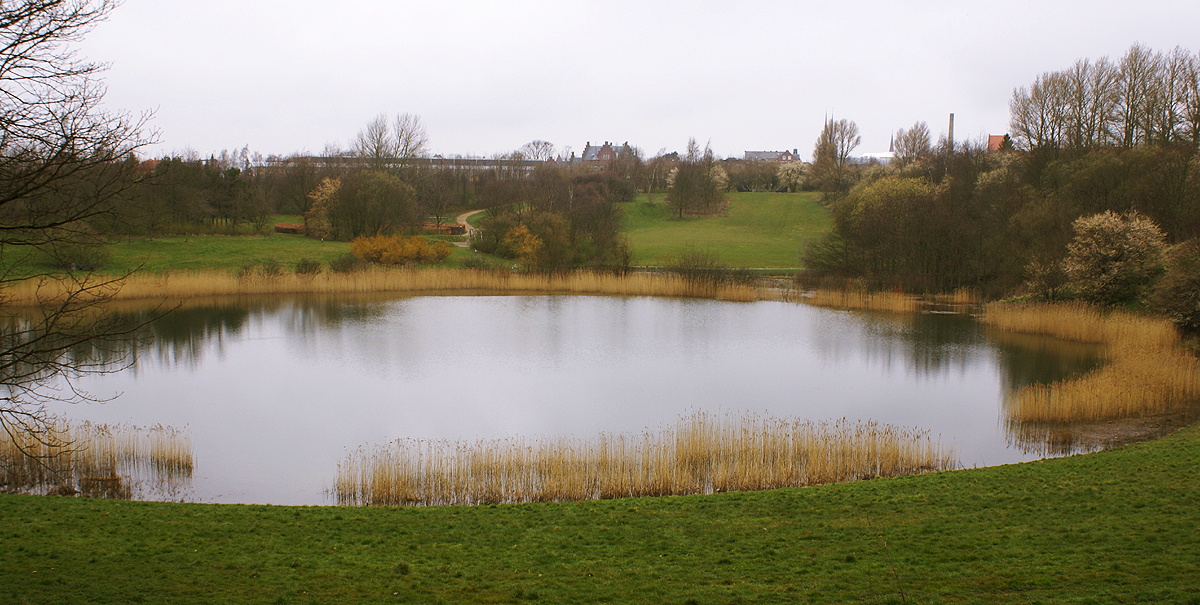
Teich im Bereich des früheren Fahrerlagers, die Hänge am Ufer beschreiben die Form der ehemaligen Pirelli-Kurve

Die Strecke befand sich im Becken einer ehemaligen Kiesgrube, weshalb alle Kurven an der äußeren Seite eine Überhöhung von mindestens 5 Grad Neigung besaßen. Die größte Neigung wies die schnelle Pirellikurve vor Start und Ziel auf, welche mit einem Winkel von bis zu 11 Grad als Steilkurve ausgeführt war.
Durch die Einbettung in die Topographie der Grube besaß die zunächst als 670 Meter langes, birnenförmiges Oval angelegte Strecke keine echte Gerade. Nach dem Hinzufügen einer Schlaufe im Nordwest-Bereich der Strecke wuchs die Länge im Jahre 1957 auf 1.400 Meter. Im Lauf einer Runde überwanden die Fahrzeuge trotz der kurzen Distanz einen Höhenunterschied von 14 Metern. Die Streckenbreite variierte von 13 Metern auf der westlichen Schlaufe bis zu einer Breite von 23 Metern bei Start und Ziel.
Der letzte Rundenrekord von nur 42,0 Sekunden wurde im Jahr 1968 von Reine Wisell auf einem Tecno-Ford Formel 3 aufgestellt. Erfolgreichster Fahrer wurde der Däne Julius Voigt Nielsen mit insgesamt 27 Siegen in verschiedenen Klassen.
Charakteristisch für das Aussehen der Strecke war, dass Sponsorenschriftzüge mit weißer Farbe direkt auf die Fahrbahn aufgebracht wurden: Neben dem zweifachen Pirelli-Schriftzug in der gleichnamigen Kurve fanden sich unter anderem der Name der dänischen Zeitung Politiken, der Firmen Ford, Luxol und Philips direkt auf der Strecke vermerkt.

## Veranstaltungen
In der 14-jährigen Geschichte des Roskilde Rings wurden insgesamt 85 öffentliche Veranstaltungen organisiert und insgesamt 571 Rennen durchgeführt. Die meisten davon waren Autorennen, aber es gab auch Motorradrennen, Go-Kart-Rennen, Fahrradrennen und ein einziges Traktorrennen.
Neben verschiedenen nationalen und internationalen Veranstaltungen gastierte in der Folgezeit auch die Formel 1 auf dem Roskilde Ring. Obwohl die Läufe in den Jahren 1961 und 1962 nicht zur Formel-1-Weltmeisterschaft zählten, nahmen renommierte Fahrer wie Stirling Moss, Jack Brabham, Graham Hill, Jim Clark oder John Surtees an den Veranstaltungen teil. Moss, Sieger des Rennens von 1961, bezeichnete den Ring dabei als „A most peculiar raceway“ („Eine äußerst eigentümliche Rennbahn“).